# Червен ревач
Червеният ревач (Alouatta seniculus) е вид американска маймуна от семейство Паякообразни маймуни (Atelidae), известна в българската литература като кафяв ревач, но така всъщност се наричат представителите на друг вид (Alouatta guariba или Alouatta fusca). Разпространен е в западната част на басейна на Амазонка в Южна Америка, на територията на Венецуела, Колумбия, Еквадор, Перу, Боливия и Бразилия.
Червените ревачи са средноголеми маймуни, като мъжките имат дължина 49 – 72 см. и тегло 5,4 – 9 кг, а женските 46 – 57 см. дължина и тегло 4,2 – 7 кг. Опашката им е с дължина около 49 – 75 см. и е покрита с козина, с изключение на долната страна в последната третина, с помощта на която могат да се хващат за клоните на дърветата. Цветът и при двата пола е тъмно червеникаво-кафяв, като се променя с възрастта.
Живеят на групи от по 3 до 9 индивида, най-често 5 до 7. Червените ревачи са полигамни животни, като в групата има само един или два мъжки. Хранят се главно с листа, но също и с ядки, плодове, семена, дребни животни. Бременността продължава около 190 дни, а след раждането женските се грижат за малките в продължение на 18 до 24 месеца.

## Подвидове
- A. s. seniculus
- A. s. arctoidea
- A. s. juara